# اگادیر
اگادیر (به آمازیغی: ⴰⴳⴰⴷⵉⵔ؛ به عربی: أكادیر) مرکز منطقهٔ سوس–ماسه در جنوب غربی مراکش است. در سال ۲۰۱۴ جمعیت آن برابر با ۴۸۷٬۹۵۴ نفر بوده‌است و مردم آن بیشتر از تبار آمازیغ (بربر) هستند.

## نام
به نوشتهٔ عنایت‌الله رضا در دائرةالمعارف بزرگ اسلامی، نام این شهر را ابن خلدون به صورت «اکادیر» و یاقوت حموی به صورت «اقادیر» ضبط کرده‌اند. همچنین در برخی دیگر از منابع قدیمی، این نام «اغادیر» هم نوشته شده‌است.

## شهرهای خواهرخوانده
اگادیر شش خواهرخوانده دارد:
- میامی، ایالات متحده
- اوکلند، ایالات متحده
- اولاو دا رستوراساو، پرتغال
- نانت،  فرانسه
- استاوانگر، نروژ
- شیراز، ایران

قرارداد همکاری:
- لیون، فرانسه